# Vittorio Emanuele Pittaluga
Vittorio Emanuele Pittaluga, né à Mondovi en 1863 et mort à Florence le 28 avril 1928, est un général italien qui, au cours de la Première Guerre mondiale, commande successivement les brigades de Novara et de Cuneo, ainsi que les 17e, 56e et 3e divisions.
Après la fin de la guerre, le 30 août 1919, il est nommé par le Premier ministre Francesco Saverio Nitti commandant du corps d'occupation interallié de Fiume et de la commission internationale pour l'administration de la ville. Lorsque Gabriele D'Annunzio lance l'entreprise de Fiume, il tente en vain de s'opposer pacifiquement à cette initiative, refusant d'utiliser des armes afin d'éviter une effusion de sang inutile.

## Biographie
Né à Mondovi en 1863, fils d'un soldat garibaldien, il s'engage dans l'armée royale (Regio Esercito) et fréquente l'Académie royale militaire d'infanterie et de cavalerie de Modène, dont il sort en 1882 avec le grade de sous-lieutenant (sottotenente) affecté à l'arme de l'infanterie. Il devient professeur à l'école de tir et rejoint ensuite le corps alpin: les Alpini, revenant à nouveau comme professeur d'organique à l'école de tir. Il est commandant du 5e régiment alpin.
Lorsque le royaume d'Italie entre en guerre le 24 mai 1915, il occupe le poste de commandant de la brigade de Novara (Brigata Novara) avec le grade de colonel (colonnello). Il se distingue immédiatement sur le Mont Coston, quittant le commandement de la brigade le 30 juillet de la même année. Le 14 mars 1916, il prend le commandement de la brigade Cuneo (Brigata Cuneo), participant à la conquête de Gorizia. Lors de l'attaque de la tête de pont de Gorizia, il dirige son unité avec beaucoup de courage et d'habileté, réussissant à briser la ligne de front austro-hongroise puis à atteindre le fleuve Isonzo (6-8 août 1916). Il est gravement blessé à l'épaule et décoré de la médaille d'argent de la valeur militaire.
En novembre 1916, il devient commandant du 3e Régiment alpin de la 4e Armée, qu'il maintient jusqu'en juin 1917, il commande ensuite la 17e puis la 56e Division. Major général (Maggiore generale), au cours de l'année 1918, il prend le commandement de la 3e Division du Corps d'armée italien en France (Corpo di spedizione italiano Francia), alors sous le commandement du général Alberico Albricci. Pour son rôle lors de l'offensive en Champagne, il est décoré de la Croix d'officier de l'Ordre militaire de Savoie.
Après la fin du conflit, le 30 août 1919, il est envoyé à Fiume, en Istrie, en remplacement du général Francesco Saverio Grazioli, en tant que commandant du Corps d'occupation interallié de Fiume et de la Commission internationale pour l'administration de la ville, alors en attente d'affectation en Italie ou en Yougoslavie. Il participe à l'expédition organisée par Gabriele D'Annunzio qui, le 12 septembre à midi, se présente au poste de contrôle de la frontière de l'État en lui demandant de lui tirer une balle dans la poitrine ou de le laisser passer pour aller prendre le gouvernement de la ville de Fiume. Ne voulant pas être impliqué dans un incident qui mettrait en danger la vie du Vate, comme le sera plus tard le général Giacinto Ferrero, il préfère le laisser passer .

Ayant tenté plusieurs fois, sans succès, de faire renoncer D'Annunzio à l'exécution de l'entreprise, le 13 septembre à 13 heures, après une nouvelle conversation, il quitte le Palais du Gouvernement de la ville aux ARditi de D'Annunzio, qui lui rend l'honneur des armes en sortant. Il est soumis à une enquête officielle du gouvernement italien sans en subir les conséquences, contrairement à ses subordonnés.
Après avoir occupé le commandement de la division militaire de Novara, il passe à un poste d'auxiliaire le 1er mai 1922 et devient général de division (generale di divisione) en 1923.
Il meurt à Florence le 28 avril 1928.

## Décorations
- Officier de l'Ordre militaire de Savoie

-- "S'étant déjà distingué lors d'opérations ardues précédentes, en tant que commandant de division lors de l'offensive allemande qui a débuté en Champagne, il a fait face à l'ennemi attaquant pendant quatre jours avec une force beaucoup plus importante, le combattant pas à pas pour les rares avantages territoriaux, le lui faisant payer chèrement. Ferme et audacieux, il a manœuvré de manière contre-offensive, en suivant avec vigueur et sagacité les ordres de ses supérieurs et en prenant des initiatives heureuses. Lorsque l'offensive a repris, il y a participé avec un élan vigoureux et efficace. Canale S. Bovo-Possano, novembre 1917 ; Arde (France), 15-22 juillet 1918".
- Décret royal n° 88 du 19 septembre 1918.
 - Médaille d'argent de la valeur militaire

-- "Lors de l'attaque de la tête de pont de Gorizia, il a dirigé la brigade Cuneo avec beaucoup d'habileté et d'audace, réussissant à briser la ligne de défense ennemie au premier moment et à porter ses unités d'un seul bond jusqu'à l'Isonzo. Assumant personnellement la direction d'une colonne d'attaque, il est blessé à l'épaule et quitte le commandement de la brigade alors que celle-ci est déjà en route vers la victoire. Gorizia, 6-8 août 1916".
 - Grand Officier de l'Ordre de la Couronne d'Italie

-- Arrêté royal du 9 mars 1922
 - Chevalier de l'Ordre des Saints-Maurice-et-Lazare

-- Arrêté royal du 14 janvier 1916

## Publications
- (it) La Battaglia di Marengo, 14 giugno 1800, Gazzotti & C., Alessandrie, 1898.
- (it) Annibale dal Ticino al Trasimeno (218-217 a. C.), Tipografia Enrico Voghera, Rome, 1908.
- (it) In Italia, in Francia, a Fiume, Unitas, Milan, 1926.

## Source
- (it) Cet article est partiellement ou en totalité issu de l’article de Wikipédia en italien intitulé « Vittorio Emanuele Pittaluga » (voir la liste des auteurs).